# ريتشارد كاستيلو
ريتشارد كاستيلو (بالإسبانية: Richard Castillo)‏ هو لاعب كرة قاعدة فنزويلي، ولد في 11 أكتوبر 1989 في باركيسيميتو في فنزويلا.

## وصلات خارجية
- ريتشارد كاستيلو على موقعبيزبول رفرنس.كوم (الدوري الثانوي) (الإنجليزية)